# Daikin Industries
Daikin Industries, Ltd. (ダイキン工業株式会社?, Daikin Kōgyō Kabushiki-kaisha) è una multinazionale, con sede in Giappone e succursali in tutto il mondo, che produce apparecchi di climatizzazione e depurazione dell'aria.
L'azienda nasce come Daikin Industries Ltd. ad Ōsaka nel 1924, fondata da Akira Yamada. Negli anni cinquanta sviluppa i primi condizionatori a monoblocco e sistemi di climatizzazione a pompa di calore. Negli anni sessanta mette in commercio il primo sistema multisplit per uso residenziale. Nel 1973 viene fondata a Ostenda la sede europea, Daikin Europe NV.
Nel 1982 Daikin Industries sviluppa per prima al mondo il sistema VRV (Volume Refrigerante Variabile).

## Storia
Le industrie Daikin, fondate ufficialmente nel 1924 da Akira Yamada, hanno una lunga storia alle spalle. Nel 1953, fu sviluppato il Daiflon, noto come policlorotrifluoretilene. Nel 1963 la società fu ribattezzata Daikin Kogyo Co Ltd e cominciò a occuparsi del neoflon.
Solamente nel 1982 la società presenta il nome attuale, ovvero Daikin Industries Ltd. Nel 1993 nasce Sekai, con l’intento di diventare concorrente di Daikin. Tuttavia, nel dicembre del 2016 Daikin acquisisce ufficialmente Sekai.
Negli anni novanta ottiene le certificazioni ISO 9001 e ISO 14001.
Nel 1997 Daikin lancia il suo compressore "SWING".
Numerose sono le acquisizioni negli anni 2000 di Daikin, fino a culminare nel 2017, quando apre uno degli impianti più importanti del settore in Texas: è il quinto più grande stabilimento al mondo.
Nel 2002 Daikin viene fondata in Italia Daikin Air Conditioning Italy Spa; nello stesso anno, Daikin vince il premio dedicato alla salvaguardia dell'ambiente "Stratospheric Ozone Protection".
Nel 2003 Daikin mette in commercio uno dei primi sistemi refrigeranti a base di R-410A, un fluido refrigerante composto da una miscela di due gas
che limita il danneggiamento dell'ozono, e lancia sul mercato il VRV-II, il primo sistema a volume di refrigerante variabile che adotta il gas R-410A.
Nel 2004 lancia sul mercato il suo mini VRV, e nell'anno seguente, il 2005, il primo sistema VRV condensato ad acqua.
Nel 2006 Daikin sviluppa ulteriormente la gamma VRV con l'uscita del nuovo VRV-III e lancia sul mercato il mini chiller, il primo chiller al mondo con tecnologia inverter. Nello stesso anno lancia in Europa l'Ururu Sarara, il primo climatizzatore in grado di controllare e modificare il grado di umidità dell'aria e di effettuare il ricambio di essa direttamente dall'unità esterna.
L'anno 2006 si conclude con l'acquisizione da parte di Daikin del gruppo malese O.Y.L. Industries Bhd, detentore del marchio McQuay e produttore di chiller e gruppi frigo. McQuay, una multinazionale con sede a Minneapolis, progettava, produceva e vendeva impianti di riscaldamento, di ventilazione e climatizzatori commerciali, industriali e istituzionali. L’acquisto rende Daikin uno dei maggiori produttori di impianti di condizionamento e di riscaldamento. Fino al 2013 la società acquisita era nota come Daikin-McQuay. In seguito, nel novembre del 2013, divenne nota come Daikin Applied.
Nel 2007, a seguito della precedente acquisizione, Daikin estende la sua gamma "large chiller" e inizia a produrre anche nei due stabilimenti italiani di Cecchina e Settala.
Nel 2008 Daikin acquisisce l'azienda tedesca Rotex, con una succursale italiana a Savignano sul Rubicone, leader nel settore del riscaldamento.
Nel 2012 Daikin ha acquisito Goodman Global dalla società di private equity Hellman & Friedman con sede a San Francisco, per 3,7 miliardi di dollari; aveva pianificato l'acquisto nel 2011, ma a causa del terremoto e maremoto di Tōhoku, l'operazione è stata rimandata all'anno successivo.
Nel 2017 Daikin ha aperto il "Daikin Texas Technology Park" ('NW Harris County - City of Waller, Texas, U.S.') con un costo di 417 milioni di dollari, che risulta essere la quinta fabbrica al mondo per grandezza della pianta.
Più di recente Daikin ha ultimato l'acquisizione di altre aziende, fra cui OCSiAl nel 2021, Landi S.p.A e Duplomatic MS nel 2022. A luglio 2022 Daikin ha investito 300 milioni di euro in un nuovo stabilimento di pompe di calore in Polonia, per soddisfare le nuove richieste del mercato.